# Castell d'Os
El castell d'Os és un castell termenat situat damunt del poble d'Os de Balaguer (Noguera), al cim d'un turó que controlava la part alta de la vall del riu Farfanya. És un monument declarat bé cultural d'interès nacional.

## Història

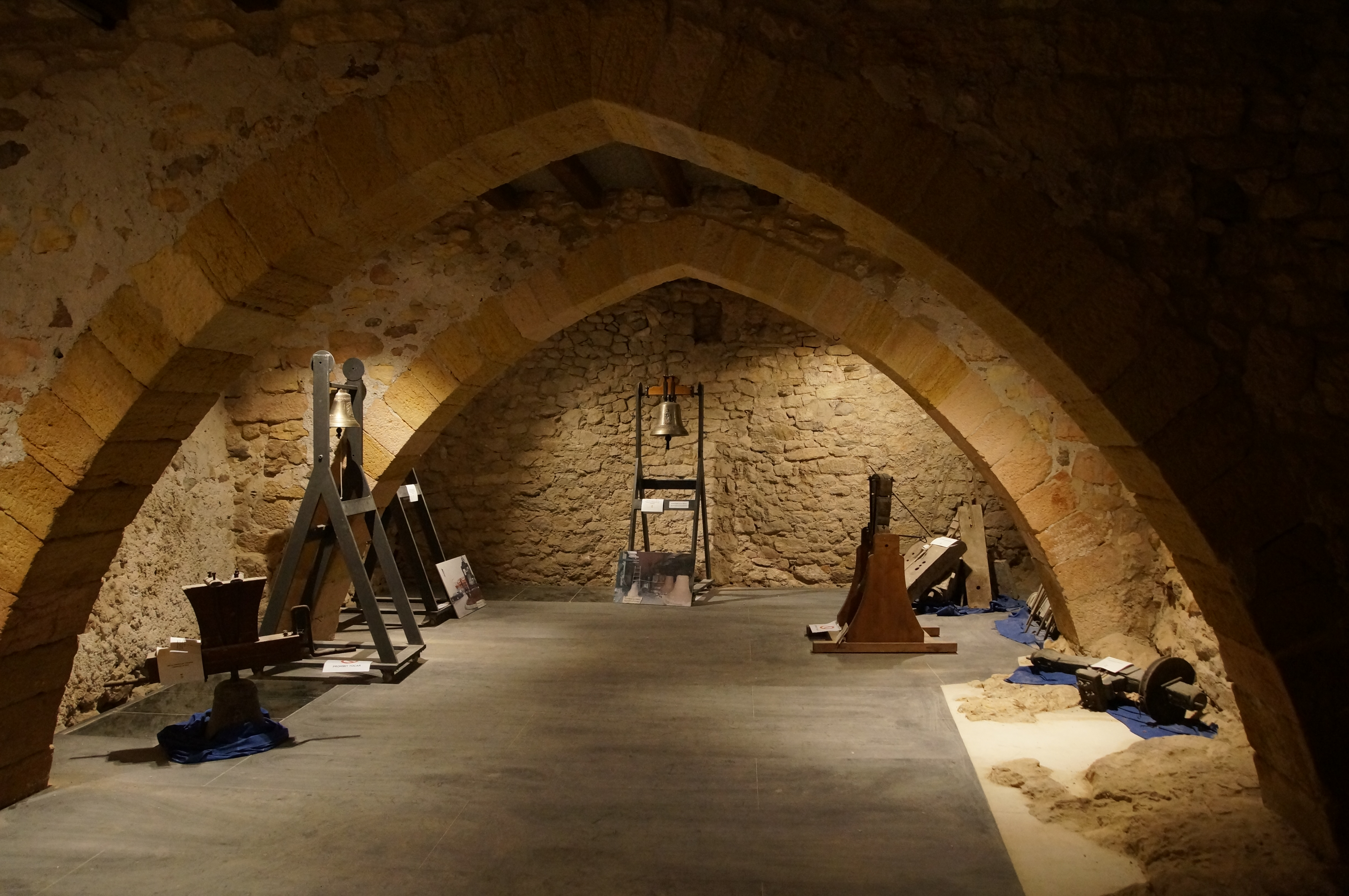
Interior. Museu de Campanes. (2013)

D'origen àrab, es documenta l'any 1036 en les afrontacions del castell de Santa Linya i el 1063 en la delimitació territorial del castell de Canelles quan aquest fou donat pel comte de Barcelona Ramon Berenguer I a la seva esposa Almodis. El 1105, però, en un pacte entre el tutor d'Ermengol VI d'Urgell i el comte de Barcelona Ramon Berenguer III, s'esmenten diversos llocs que havien d'ésser conquerits als àrabs, estratègics i de difícil conquesta, entre els quals la fortalesa d'Os, una de les més importants de l'Alta Noguera.
El castell d'Os fou conquerit vers l'any 1116 pel comte Ermengol VI d'Urgell i el vescomte Guerau Ponç II de Cabrera. Ermengol subscrigué una convinença amb el vescomte d'Àger donant-li el castell amb totes les seves pertinences, domini, potestat i ajut en cas d'atac pels àrabs, per rescabalar-lo de les despeses fetes pel vescomte en la conquesta d'Os. L'any 1116, el vescomte d'Àger feia donació de l'església del castell d'Os a l'abadia d'Àger, amb primícies, rèdits i delme. Segons una acta testamentària datada l'any 1158, el castell fou infeudat a la família Berenguer d'Àger.
El 1167, en el testament del comte Ermengol VII d'Urgell consta que llegà al seu fill i successor el castell d'Os. Posteriorment, en el segle xiii, es documenten les disputes entre els Cabrera, vescomtes d'Àger i els comtes d'Urgell per la potestat de diversos dominis, entre els quals el castell d'Os amb intervenció, a vegades de la corona.
En els fogatjaments del segle xiv, Os, amb 54 focs, consta que era del comte d'Urgell. Mort Martí l'Humà, el 1410, Jaume II d'Urgell, pretendent a la corona, donà a la seva germana Elionor el castell d'Os però el nou rei, Ferran d'Antequera, es quedà amb els béns d'Elionor i cedí el castell en franc alou al cavaller Joan Vivot (1415).
El 1553, era senyora d'Os Montserrat de Siscar i a l'inici del segle xvii ho eren Ramon de Siscar i Gravolosa i Isabel de Siscar i Saportell i el 1638, llur fill Ramon. La senyoria del lloc i castell d'Os continuà sota el domini d'aquest llinatge fins a la desamortització del segle xix.

## Arquitectura

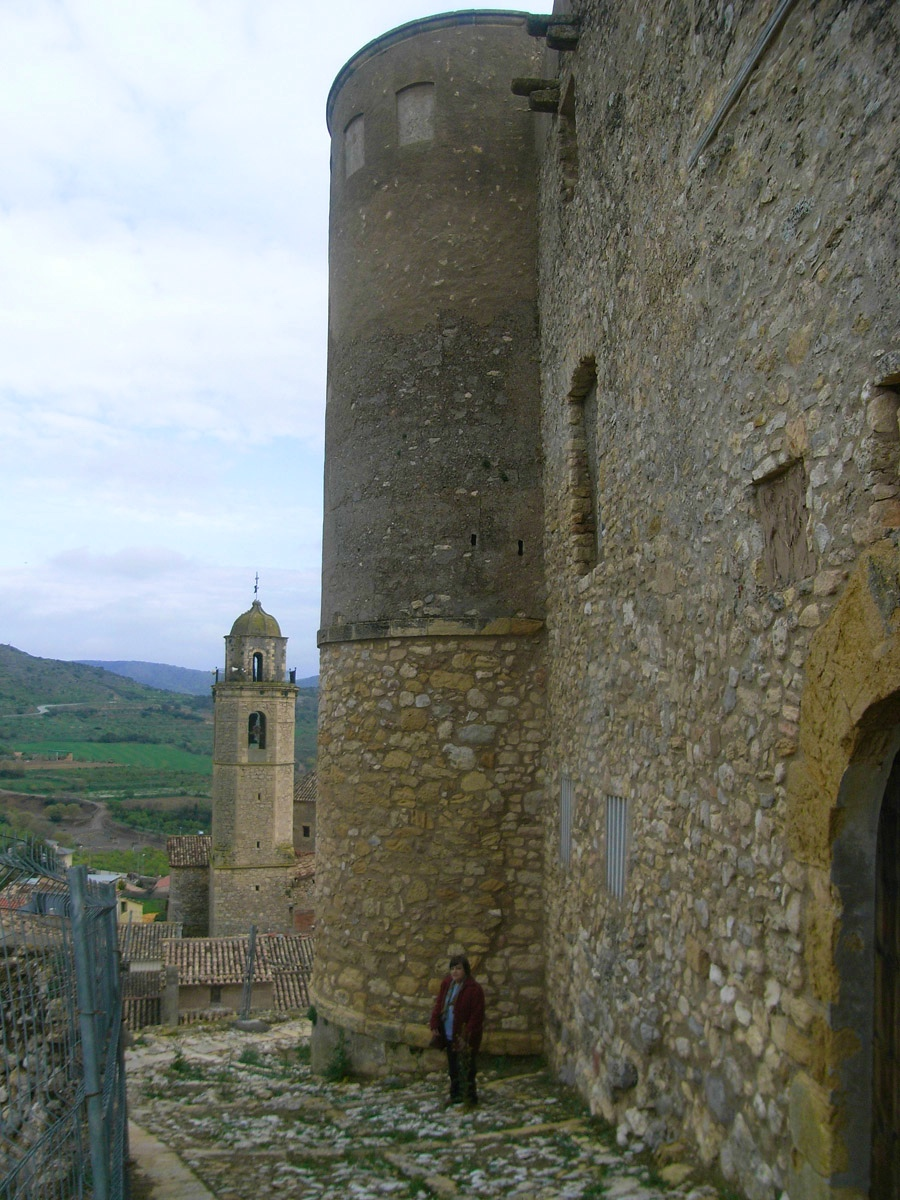
Església i murs del castell (2009)

En les restes del castell es poden veure tres moments constructius. Primer, es construí un gran recinte conservat en part. En un segon moment, en època gòtica, s'edificà un casal a l'angle nord-est. Finalment, en època moderna, s'amplià el casal i s'hi feu la capella de Santa Bàrbara. El recinte és de planta trapezoïdal de 50 m de llarg (est i oest) 75 m el costat nord i 50 el costat sud. El gruix del mur oscil·la entre 210 cm a l'est i 100 cm el costat oest. En alguns llocs el mur té una alçada de 9 m. L'aparell és de pedres petites poc treballades però arrenglerades en filades i unides amb morter. Es conserva sencer el costat sud. La façana est també ha pervingut sencera però amb reconstruccions. El costat nord fou refet en part i del costat oest només s'endevinen unes filades.
Un dels aspectes constructius més interessants són les diverses bestorres. N'hi ha una de molt ben conservada a la banda sud. Té una amplada interior de 3,6 m i un gruix de paret de només 85 cm. Al costat est s'endevinen les escales per pujar al camí de ronda. A la meitat de la paret oest hi hauria una altra bestorre. La més ben acabada es troba a l'angle nord-est al costat de la porta. Els 2 m inferiors són fets amb carreus grans, ben escairats i arrenglerats, col·locats a trencajunt. A Baix hi ha un basament. Damunt la zona de carreus una motllura longitudinal. Per damunt, uns 5 m d'aparell molt irregular i per sobre uns metres afegits en època moderna.
Hi havia segurament un mur que dividia el recinte de N. a S del qual en veiem actualment uns 15 m, d'un gruix de 120 cm. Sembla doncs que en l'alta edat mitjana hi havia un recinte ampli.
La datació és difícil. Si fos situat en la Catalunya Vella, es consideraria una construcció tardana (segle xiii o XIV). Però els següents fets fan pensar en un més que probable origen islàmic. L'any 1116 hi ha documentat un castell musulmà important. L'aparell constructiu d'alguns sectors, amb molt de morter fet segurament amb una espècie d'encofrat seria d'origen andalusí. L'aparell tan acurat de la bestorre del nord-est, coronat amb motllura. I el més remarcable, les diverses torres de flanqueig semicirculars mentre a Europa, almenys fins al segle xii el normal eren els llenços de muralla llisos. Una fortalesa important que es pot relacionar amb d'altres situades més al sud, com el castell de Castelló de Farfanya.